# Guitar hero

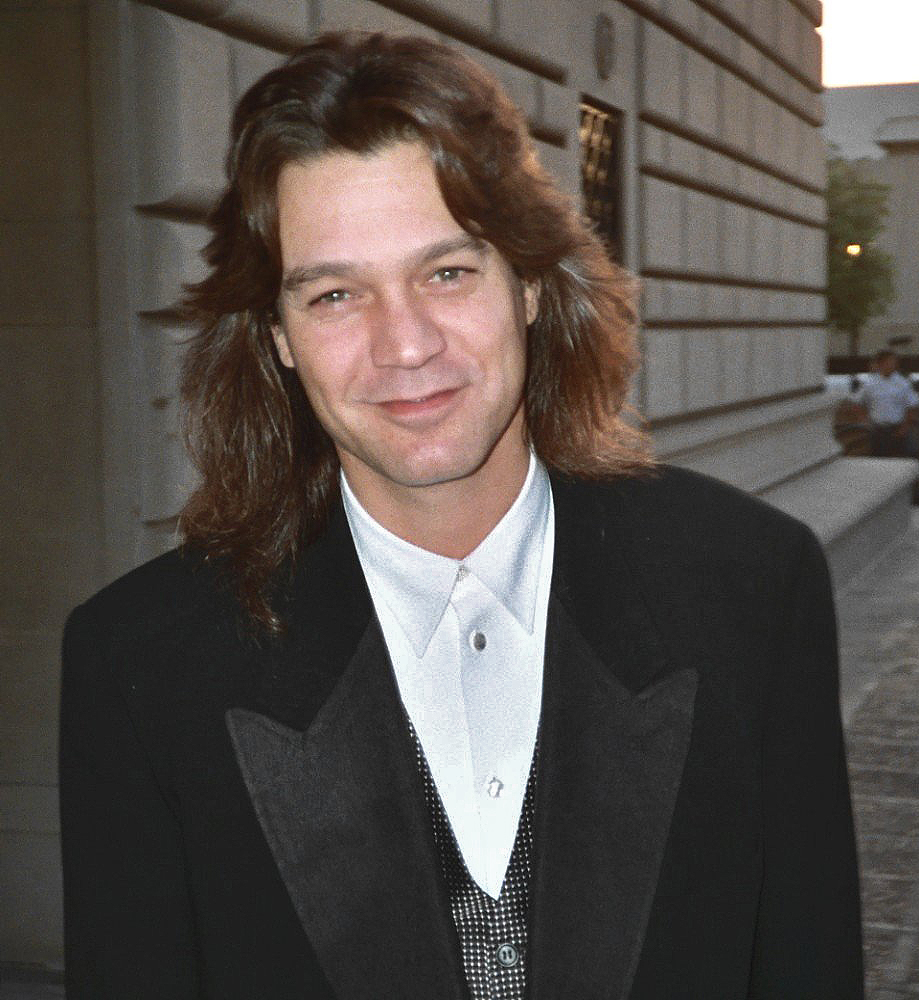
Eddie van Halen, uno dei più influenti guitar hero della musica rock

L'espressione guitar hero (in inglese "eroe della chitarra") o guitar virtuoso, entrò in uso negli anni ottanta per riferirsi ai virtuosi della chitarra elettrica soprattutto in stile hard rock e heavy metal. Un termine con valenza simile è shredder, che però si riferisce specificatamente ai chitarristi caratterizzati da una particolare velocità di esecuzione.
Tuttavia, il termine guitar hero non ha dei canoni ben precisi e, talvolta, viene interpretato in maniera diversa da come fu concepito. Alcuni musicisti, come Steve Hill, ad esempio, hanno ampliato la definizione del termine, includendo chitarristi come The Edge o Kurt Cobain, che, pur non essendo noti per i talentuosi tecnicismi, quando suonano sono riconoscibili come se stessero cantando, ed avrebbero il merito di aver fatto appassionare alla chitarra milioni di giovani.
In molti casi, i guitar hero sono artisti solisti o leader di band costruite essenzialmente intorno al virtuosismo del chitarrista (come nel caso dei Cacophony o dei Racer X). Fra i musicisti più emblematici di questa categoria si possono citare George Benson, Eric Clapton, Jimmy Page, Jeff Beck, Jimi Hendrix, Ritchie Blackmore, Brian May,  Eddie Van Halen (famoso per aver portato alla celebrità la tecnica del tapping), Gary Moore, Steve Howe, Zakk Wylde, Allan Holdsworth, George Lynch, Buckethead, Michael Schenker, Mark Knopfler, Vinnie Moore (successore di Schenker negli UFO), The Great Kat, Steve Morse, Ace Frehley, John Petrucci, Michael Amott, Jason Becker, Marty Friedman, Paul Gilbert, Yngwie Malmsteen, John Frusciante, Dimebag Darrel, Tony MacAlpine, Stevie Salas, Dave Mustaine, Steve Vai, Richie Kotzen, Slash, Al di Meola, Michael Angelo Batio, Randy Coven, Jennifer Batten, Brad Gillis, Joe Satriani, Randy Rhoads, Kirk Hammett, Tony Iommi, Nuno Bettencourt, David T. Chastain, David Gilmour.